# Ścigacze okrętów podwodnych projektu 122bis
Ścigacze okrętów podwodnych projektu 122bis (w kodzie NATO typ Kronstadt) – typ radzieckich dużych ścigaczy okrętów podwodnych, opracowany podczas II wojny światowej i budowany w latach 50. Stanowił rozwinięcie projektu 122A (typ Artillerist).

## Geneza

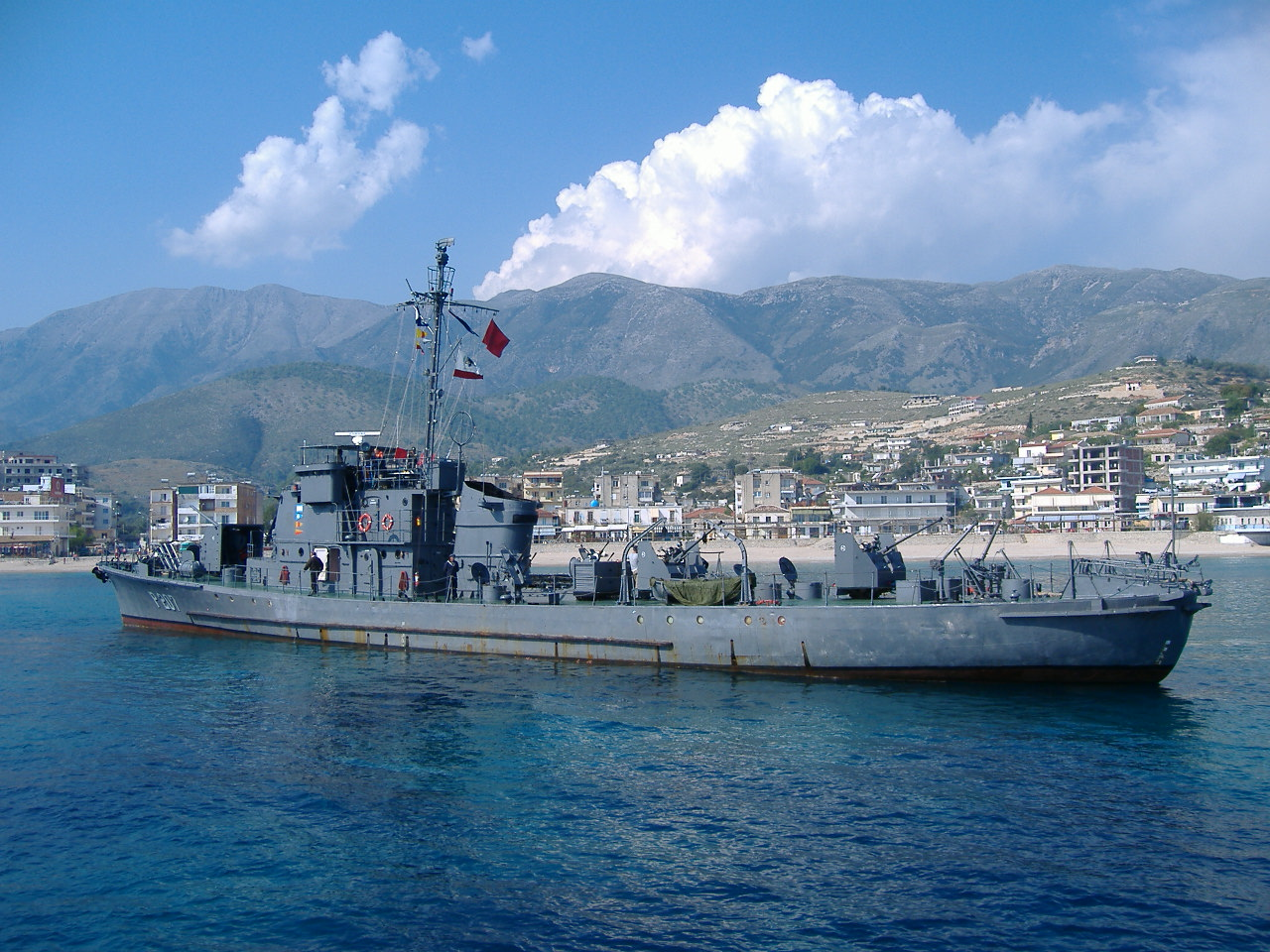
Ścigacz okrętów podwodnych projektu 122bis pod banderą Albanii

Opracowanie dużego ścigacza okrętów podwodnych ze wzmocnionym w porównaniu z projektem 122A uzbrojeniem, doskonalszymi środkami wykrywania okrętów podwodnych i zwiększonym zasięgiem pływania, zaczęło się w Biurze Konstrukcyjnym CKB-51 jeszcze w roku 1943. Projekt ten otrzymał oznaczenie 122bis i był rozwinięciem poprzedniego projektu 122a. Wstępny projekt 122bis został zatwierdzony 1 listopada 1943 r., techniczny 20 lipca 1944 r. Nowy projekt przewidywał liczne zmiany w porównaniu z prototypem. Dodano stację radiolokacyjną, nowocześniejsze stacje hydrolokacyjne, wzmocniono uzbrojenie artyleryjskie. Poprzez wzmocnienie kadłuba, powiększenie szerokości i wysokości burt, dzielność morska wzrosła z 6-7 do 9 stopni. Zmiany te wywołały jednak zwiększenie wyporności okrętu o 27 t i obniżenie prędkości o 0,5 – 1 węzeł. Budowę pierwszego okrętu projektu 122bis rozpoczęto 30 czerwca 1945 r. w stoczni Nr 340 w Zielenodolsku. 21 listopada 1945 r. Stalin zatwierdził uchwałę "O dziesięcioletnim planie wojennej budowy okrętów na lata 1946-1955", zgodnie z którym planowano kontynuację budowy dużych ścigaczy projektu 122a. Ale w tym samym czasie między Marynarką Wojenną i przemysłem okrętowym powstały rozbieżności co do koncepcji dalszego budownictwa floty. Flota nalegała na projektowanie jednostek z uwzględnieniem wszystkich nowych projektów, także tych nie sprawdzonych jeszcze w praktyce. Przemysł okrętowy zaś, choć zdawał sobie sprawę z niedostatków przedwojennych opracowań, przedkładał kontynuację budownictwa okrętów według starych projektów z minimalnymi zmianami, co zapewniało natychmiastowy "zastrzyk" ogromnych środków finansowych, których część można było wykorzystać dla potrzeb własnych stoczni.
Ludowy Komisarz Przemysłu Okrętowego I.I. Nosienko, opierając się na realnej sytuacji zniszczonego wojną przemysłu, 26 listopada 1945 r. przedstawił Państwowej Komisji Planowania, założenia do programu "Zadania do realizacji planu dziesięcioletniego". W jednym z rozdziałów dokumentu przytaczano wykaz niedokończonych okrętów, które zostały rozebrane na pochylniach. Właśnie taki los spotkał dalekowschodnie duże ścigacze projektu 122a (numery stoczniowe 37 – 42), których budowę rozpoczęto w 1942 r. i które były gotowe od 5,4 do 5,7%. Za to na 1946 r. planowano budowę 54 dużych ścigaczy ulepszonego projektu 122bis. W 1946 roku rozpoczęto seryjną budowę dużych ścigaczy projektu 122bis I serii z importowanymi silnikami wysokoprężnymi firmy "General Motors", następnie ruszyła produkcja II serii ze słabszymi i cięższymi jednostkami napędowymi produkcji radzieckiej typu 9D. W rezultacie wyporność okrętów II serii wzrosła o 4%, a prędkość obniżyła się do 18,7 węzła. Na okrętach I serii instalowano miotacze bomb głębinowych BMB-1, zaś na pierwszych jednostkach II serii miotacze rakietowych bomb głębinowych RBM, a na kolejnych dwa miotacze RBU-1200.
Produkcja metodą potokowo-stanowiskową pozwalała Stoczni im. A.M. Gorkiego w Zielenodolsku przekazywać flocie corocznie po 25 – 30 okrętów. Dla zapewnienia realizacji planów budowy ścigaczy projektu 122bis powstała konieczność utworzenia wyspecjalizowanej jednostki konstrukcyjno-projektowej. Zarządzeniem Ministra Przemysłu Okrętowego z 18 listopada 1949 r., powstało Centralne Biuro Konstrukcyjne Nr 340 w Zielenodolsku, dla projektowania dużych ścigaczy okrętów podwodnych na prawach samodzielnej jednostki. W skład biura weszli specjaliści z Biura CKB-51, jak również duża grupa pracowników inżynieryjno-technicznych z działu konstrukcyjnego stoczni Zielenodolskiej. Pierwszym naczelnikiem i głównym konstruktorem biura był A.W. Kunachowicz. W sierpniu 1950 r. przygotowano plany dalszej modernizacji okrętów projektu 122bis, które przewidywały zamianę wkm kalibru 12,7 mm na półautomatyczne uniwersalne działko 25 mm wz. 2M-3. Wkrótce jednak zrezygnowano z tych planów, ponieważ trwały już intensywne prace nad okrętami projektów 201 i 159.
W tym samym miesiącu na bazie seryjnego ścigacza Biuro CKB-340 zaprojektowało okręt łączności (projekt 357). W 1951 r. podstawowa działalność Biura Konstrukcyjnego skierowana była na zabezpieczenie budowy i oddanie do służby seryjnego ścigacza. Rozpoczęto także przygotowanie dokumentacji technicznej dla "obiektu 125", jak nazwano okręty projektu 122bis, które planowano budować w Polsce. W 1953 r. na próbach cumowniczych dużych ścigaczy przeprowadzano próby z wyposażeniem doświadczalnym. W marcu tego roku ukończono korektę projektu 122bis pod instalowanie wielkokalibrowych karabinów maszynowych wz. 2M-7. W następnym roku opracowano dokumentację umożliwiającą zainstalowanie rakietowych miotaczy RBU-1200 ("Uragan").
Do września 1954 r. Biuro CKB-340 zakończyło przygotowania pięciu różnych wariantów, które miały wzmocnić uzbrojenie artyleryjskie i przeciwpodwodne na okrętach projektu 122bis. W tym samym czasie zaczęło się przygotowanie dokumentacji technicznej dla planowanej budowy dużych ścigaczy tego typu w Chińskiej Republice Ludowej. W 1956 r. przekazano do prób okręt na bazie dużego ścigacza (nr stocz. 833) z turbiną hydroaktywną i gazowymi turbosprężarkami. W marcu 1961 r. Biuro Konstrukcyjne CKB-340 rozpoczęło pracę nad wstępnym projektem technicznym, wyposażania ścigaczy z przeznaczeniem dla Indonezji (sygnatura 06). Kontynuując prace nad wykorzystaniem turbin gazowych na okrętach ZOP, wykonano projekt techniczny dla zainstalowania turbiny gazowej UGTU-2 (jednostka o numerze stoczniowym 936) o mocy 10 000 KM. Był to ostatni projekt zrealizowany z wykorzystaniem okrętów projektu 122bis. Głównym konstruktorem projektu 122a/122bis w Biurze CKB-51 do 1941 r. był K.D. Korniłow, od 1941 do 1946 r. N.G. Łoszczinskij, od 1946 do 1948 r. N. Ch. Żelaskow (p.o.), a od 1948 r. A.W. Kunachowicz.

## Budowa
Główny okręt projektu 122bis, pod który stępkę położono latem 1945 r. w stoczni nr 340 w Zielenodolsku, otrzymał oznaczenie BO-270 (nr. stocz. 367). Jednocześnie opracowywano cykl technologiczny dla Stoczni Nr 402 w Mołotowsku (obecnie Siewierodwinsk). W stoczni nr 340 w Zielenodolsku planowano budować rocznie 60 jednostek. Natomiast dla stoczni nr 402 nie określono ilości okrętów, tylko założono że, cykl budowy ścigacza będzie wynosił 105 dni. Lecz z budowy tych jednostek w Mołotowsku zrezygnowano. Proces technologiczny stoczni nr 340 przewidywał potokowe wytwarzanie sekcji dużych ścigaczy w wyspecjalizowanych działach, a następnie montaż ich na ruchomej pochylni. Prace montażowe przy budowie okrętu prowadzono na czterech stanowiskach: na pierwszym prowadzono montaż 20 sekcji kadłuba; na drugim przygotowanie i montaż silników głównych, jak również instalowanie nadbudówek i komina; na trzecim montaż mechanizmów głównych, rurociągów, osprzętu elektrotechnicznego; na czwartym prace wykończeniowe i wodowanie za pomocą czterech wózków. Główny okręt przekazano Marynarce Wojennej w Baku w roku 1947. Od chwili rozpoczęcia budowy do podpisania aktu odbiorczego upłynęło ponad 2 lata. Począwszy od 1948 r. stocznia nr 340 przekazywała flocie corocznie po 25 – 30 dużych ścigaczy projektu 122bis. Taka potokowo-stanowiskowa metoda budowy okrętów projektu 122bis była zrealizowana w Związku Radzieckim po raz pierwszy. Za jej wprowadzenie dyrektor zakładu B.J. Butoma, główny technolog W.S. Gusiew, główny inżynier W.F. Iwoczkin, główny konstruktor projektu 122bis A.W. Kunachowicz, szef produkcji S.Ł. Smierkowicz, główny konstruktor stoczni nr 340 W.I. Ciupak, główny spawalnik A.G. Szapowałow i zastępca głównego konstruktora N.M. Szomin, w 1949 r. zostali uhonorowani Nagrodą Stalinowską 2. stopnia. Do roku 1955 w Zielenodolsku zbudowano 157 jednostek projektu 122bis. Program budowy okrętów na lata 1956-1965 przewidywał wprowadzenie jeszcze 31 ścigaczy, lecz z ich budowy wkrótce zrezygnowano. W końcu lat 50. stało się jasne, że okręty zaprojektowane przed prawie dwudziestu laty nie spełniają już wymagań stawianych przed jednostkami ZOP.

## Próby
Główny okręt projektu 122bis przechodził próby na Morzu Kaspijskim w 1947 r. Komisja pod przewodnictwem kapitana 1 rangi N.J. Chawina zaznaczyła, że na dużym ścigaczu BO-270 w porównaniu z okrętami projektu 122a nieznacznie poprawiono zwrotność i dzielność morską, zwiększono zasięg pływania, uzupełniono osprzęt nawigacyjny (żyrokompas i echosonda), zainstalowano aparaturę radiolokacyjną i nową stację hydrolokacyjną, poprawiono warunki bytowe załogi. Równocześnie komisja zwróciła uwagę na następujące zagadnienia: 1. Maksymalna, projektowa prędkość 20 węzłów jest ewidentnie za mała, niższa nawet od okrętów projektu 122a. 2. Zainstalowanie na okręcie uzbrojenia artyleryjskiego, trzech różnych kalibrów (85 mm, 37 mm, 12,7 mm) jest niecelowe. 3. Urządzenia hydrolokacyjne "Tamir-10" umożliwia wyszukiwanie okrętów podwodnych w zasięgu do 4,5 kabla, tylko na "stopie" i na małej prędkości (poniżej 10 węzłów). 4. Projektowy zasięg działania stacji radiolokacyjnej jest niedostateczny. 5. Skomplikowana konstrukcja sprzęgła rewersyjnego, obniża niezawodność urządzeń mechanicznych. Konkluzja komisji brzmiała: Projekt dużych ścigaczy okrętów podwodnych 122bis należy uznać za przejściowy, do czasu opracowania bardziej doskonałych projektów okrętów ZOP.

## Opis konstrukcji

### Kadłub
Kadłub ścigaczy projektu 122bis, został powiększony w stosunku do poprzedniego projektu (uwzględniono zalecenia o poszerzeniu kadłuba). Dla podniesienia dzielności morskiej zmieniono linie teoretyczne kadłuba, zwłaszcza części dziobowej okrętu. Stateczność i właściwości żeglowne okrętu zapewniały mu możliwość wykorzystania wszystkich rodzajów uzbrojenia na pełnej prędkości, przy stanie morza do 3º B włącznie i przy 4º B  z obniżoną prędkością, bezpieczne pływanie było możliwe przy każdym stanie morza. Okręt mógł utrzymywać się na wodzie przy zatopieniu dwóch dowolnych przedziałów z zachowaniem dodatniej początkowej wysokości metacentrycznej. Dziewięcioma  poprzecznymi grodziami kadłub dzielił się na 10 przedziałów. Drugie dno rozciągało się od 10 wręgi do achterpiku. Dziobowa nadbudówka miała dwa piętra, a „skrzydła” pomostu zostały przedłużone.
Zmieniono kształt i położenie na pokładzie kolumny osłonowej kominów, pojawiły się także nawiewniki powietrza.
Wnętrze kadłuba dzieliło się (zaczynając od zerowej wręgi) na: I przedział - forpik z komorą łańcuchową, II - kubryk Nr 1 (na 15 osób), III - dziobowa komora amunicyjna Nr 1, IV - pomieszczenia oficerskie: kajuta dowódcy, dwie dwumiejscowe kajuty oficerów, kajut-kompania i korytarz do którego dostęp zabezpieczał pochyły trap z nadbudówki, V - dziobowy przedział maszynowy z dwoma silnikami na burtowe wały, VI - rufowy przedział maszynowy z jednym silnikiem na centralny wał i kotłem pomocniczym, VII - kubryk Nr 2 na 24 osoby, VIII - kubryk Nr 3 dla podoficerów (6 osób), IX - rufowa komora amunicyjna Nr 2, X – przedział sterowy.
W dziobowej nadbudówce na dolnym piętrze rozmieszczono pomieszczenie radiooperatora, ubikację oficerską, umywalkę, szafę, ubikację dla załogi, kuchnię okrętową, pomieszczenie szyfranta; na górnym piętrze – stanowisko agregatów Nr 3 (kabina radiolokacyjna), kajutę zapasową, pomost bojowy. Nad pomostem bojowym znajdował się odkryty pomost nawigacyjny, który ogrodzono balustradą z płótna żaglowego.
W latach 1946–1947 opracowano robocze rysunki techniczne okrętu projektu 122bis drugiej serii. Podstawową różnicą było zastosowanie nadbudówki z lekkich stopów, duraluminiowych mebli, jak również nowej aparatury łączności radiowej. Rok 1954 wniósł do projektu dodatkowe zmiany - karabiny maszynowe systemu „Browning-Colt” zastąpiono radzieckimi 2M-1, na dziobie ustawiono system sterowania dla miotaczy RGB, reflektor z masztu przeniesiono na pomost nawigacyjny, zrobione z płótna żaglowego obramowanie pomostu zastąpiono metalowym. Zmieniło się rozplanowanie pomieszczeń wewnętrznych - między pomostem bojowym i pomostem nawigacyjnym pojawił się stanowisko nawigacyjne. Zastosowano lekkie opancerzenie pomostu bojowego (dodatkowa blacha stalowa o grubości 8 mm), na linii wodnej dodatkowe poszycie stalowe o grubości 10 mm.

### Jednostka napędowa
Na pierwszej serii ścigaczy projektu 122bis, montowano trzy silniki wysokoprężne firmy „General Motors” o mocy 960 KM każdy, na drugiej serii ponownie wrócono do montażu silników radzieckich typu 9D. Łączna moc wynosiła 3300 KM (3 x 1100 KM), prędkość 18,7 węzła, zasięg pływania przy prędkości ekonomicznej 3000 mil (prędkość 8,5 węzła), przy prędkości maksymalnej 399 mil (prędkość 18,5 węzła). Autonomiczność 10 dób. Dwa silniki ustawiono w dziobowym przedziale maszynowym, jeden w przedziale rufowym. Do rozłączenia silnika z wałem napędowym, każdy silnik zaopatrzono w sprzęgło zębate typu „4MA”. Każdy silnik napędzał jedną trzyskrzydłową śrubę o średnicy 1,13 m.
Zamiast pomocniczych generatorów firmy „John Rainer”(USA) instalowano radzieckie typu 24 13/18, a następnie z powodu silnych wibracji zastąpiono je generatorami typu 44. Oprócz tego na wyposażeniu były dwa generatory DG-18.

### Uzbrojenie artyleryjskie

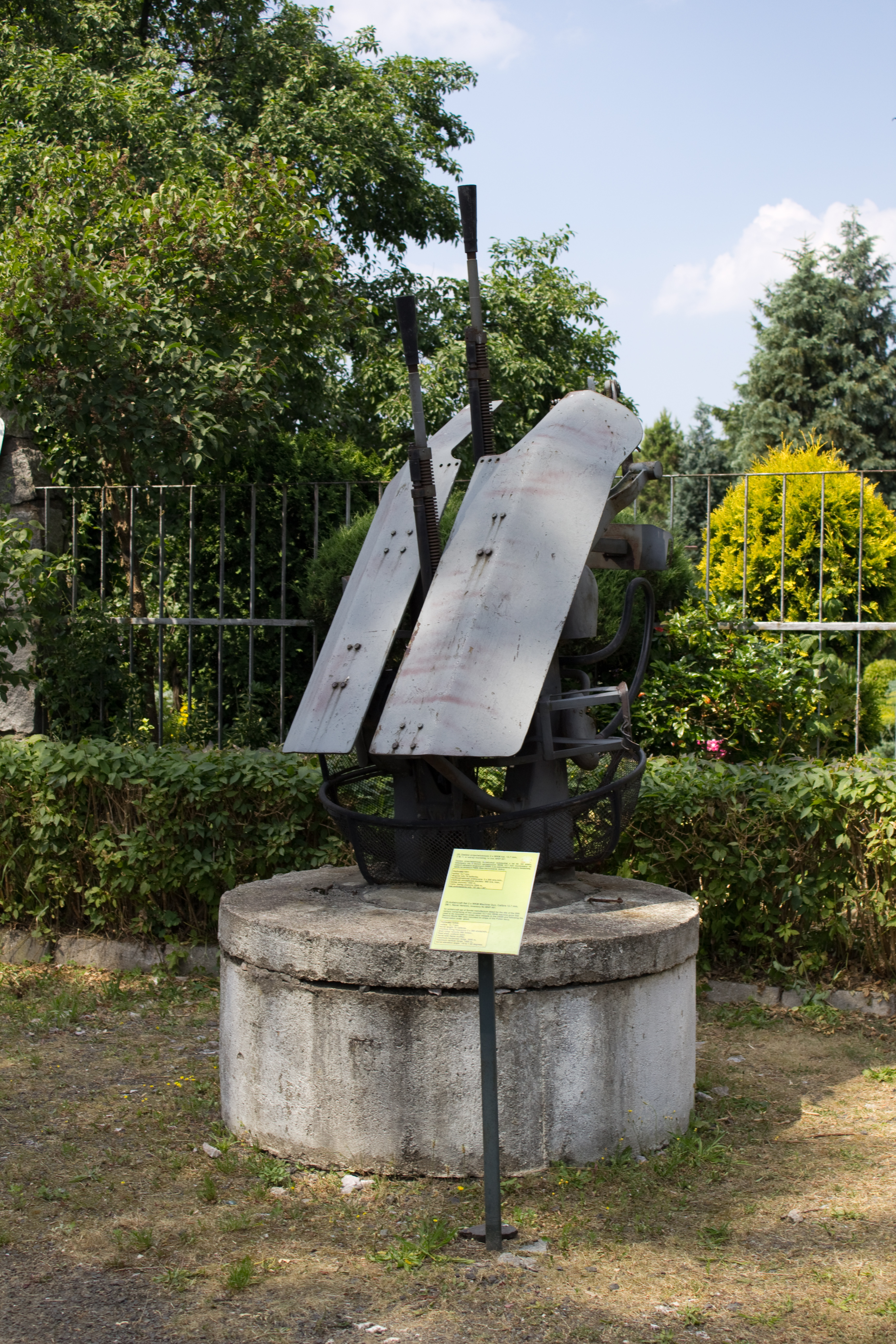
Podwójne stanowisko 2M-1 wkm kal. 12,7 mm

Uzbrojenie artyleryjskie głównego kalibru zostało takie samo jak w projekcie 122a. 
Było to jedno półautomatyczne uniwersalne działo okrętowe 85-mm typu „90-K” z tarczą ochronną, ustawione na głównym pokładzie w osi symetrii okrętu na wrędze Nr 23. Zapas amunicji do działa 85-mm w ilości 230 jednolitych naboi rozmieszczono w parkach amunicyjnych - 21 szt., pozostały zapas w pierwszej komorze amunicyjnej. Kierowanie ogniem prowadzono z pomostu przy pomocy telefonów, buczków i rur głosowych. Naprowadzanie za pomocą automatycznych celowników, zamocowanych na armacie. Dla określania odległości przewidziano użycie przenośnego dalmierza typu „ZDN”. W związku z pewną zmianą architektury okrętu zmieniły się kąty ostrzału, teraz wynosiły 0 - 155° na obie burty.
Jak poprzednio zostały dwa 37 mm przeciwlotnicze działka typu 70-K z tarczą ochronną. Zapas amunicji do działek 37 mm w ilości 2000 szt. jednolitych naboi rozmieszczono w pierwszej komorze amunicyjnej - 300 szt., w drugiej komorze - 1460 szt., w 3 parkach amunicyjnych na pokładzie w rejonie wręg 62-63 - 120 szt., w 12 parkach amunicyjnych pod platformą działka - 120 szt. Kierowanie ogniem odbywało się z pomostu przy pomocy telefonów, buczków i rur głosowych, a naprowadzanie za pomocą automatycznych celowników, umieszczonych na działkach. Trzy przestarzałe karabiny maszynowe DSzK zastąpiono wpierw karabinami maszynowymi „Browning-Colt”, a następnie nowymi podwójnymi wkm 12,7 mm wz. 2M-1. Jeden wkm ustawiono w części dziobowej, za działem 85 mm w rejonie 30 wręgi, dwa na pokładzie po obu burtach w rejonie 59 wręgi. Zapas naboi do wkm w ilości 12 000 szt., z podziałem 2000 szt. na „lufę” rozmieszczono w parkach amunicyjnych - 3000 szt., w drugiej komorze amunicyjnej - 9000 szt. Pozostałym uzbrojeniem była broń ręczna, karabinki kbk - 24 szt., pistolety maszynowe -15 szt. i pistolety wojskowe - 5 szt. Broń ręczną przechowywano w stojakach na korytarzu nadbudówki i w komorach amunicyjnych Nr 1 i 3.

### Uzbrojenie ZOP, minowo-trałowe i chemiczne
Do miotania bomb na okręcie ustawiono 2 miotacze bomb modelu „BMB-1”, 2 rakietowe miotacz bomb „RBU” i 2 zrzutnie dużych bomb głębinowych. Miotacze bomb „BMB-1” ustawiono na głównym pokładzie, na wrędze 88 symetrycznie po obu burtach. Zrzutnie dużych bomb głębinowych (po 6 bomb w każdej) ustawiono na rufie, symetrycznie po obu burtach. Na okręt standardowo przyjmowano 30 sztuk dużych bomb głębinowych „B-1”, 32 sztuki rakietowych małych bomb głębinowych. Zapas bomb głębinowych rozmieszczano: rakietowe bomby głębinowe „RBU” w pierwszej komorze amunicyjnej - 12 szt., w drugiej komorze amunicyjnej - 20 szt. Duże bomby głębinowe „B-1” na 2 zrzutniach - 12 szt., w drugiej komorze amunicyjnej - 18 sztuk. Alternatywnie można było zabrać na pokład miny, do 18 sztuk min  wz. 1926,  min wz. KB w ilości do 12 sztuk lub do 16 sztuk min wz. 1931.
Do rozmieszczenia min na okręcie przewidziano tory minowe, rozlokowane na głównym pokładzie i kończące się na rufie zdejmowanymi spadami. Istniała także możliwość zaopatrzenia okrętu sprzętem dla sekcji minerskiej 3 klasy.
Na wyposażeniu trałowym pozostał jak dawniej trał KPT-1.
Po 1951 r. na uzbrojeniu ścigaczy pojawiły się bomby głębinowe BSP z podwyższoną prędkością zanurzania i miotacze bomb BMB-2. W 1953 r. na uzbrojenie Marynarki Wojennej ZSRR została przyjęta rakietowa bomba głębinowa RGB-12 o zasięgu strzelania 1200 – 1470 m. Dla tych bomb opracowano pięciolufowy rakietowy miotacz bomb RBU-1200 (system „Uragan”), który montowano na ścigaczach projektu 122bis ostatniej serii (dwa stanowiska w dziobowej części okrętu).
Sprzęt obrony przeciwchemicznej składa się z ruchomego fumatora „DA-3”, montowanego na torach minowych w rufowej części okrętu, świec dymnych typu „MDSz” 10 sztuk, z których 8 sztuk przechowywano w przedziale sterowym, a 2 sztuki na burtach okrętu w rejonie wręg 81-84.
Indywidualna ochrona załogi okrętu przed środkami trującymi składała się z masek przeciwgazowych. Do odkażania okrętu przewidziano zapas wapna chlorowanego (140 kg w 4 hermetycznych skrzyniach) i lekkie komplety odzieży ochronnej wraz z wyposażeniem dla nich.

### Wyposażenie radio- i hydrolokacyjne
Wyposażenie radio i hydrolokacyjne było ciągle modernizowane i konsekwentnie zastępowano je nowszymi modelami. Stację radiolokacyjną „Gjujs” zastąpiono  stacją „Zarnica”, tę z kolei zamieniono na „Lin”, i w końcu na „Neptun”. Ostatnia ze stacji mogła być wykorzystana nie tylko do nawigacji, lecz również do wykrywania celów powietrznych, choć w ograniczonym zakresie.
W kabinie radiowej znajdowały się: 1 krótkofalowy nadajnik typu „R-644”, 1 radionadajnik UKF typu „R-609”, 1 wielozakresowy odbiornik typu „R-673”, 1 krótkofalowy odbiornik typu „R-671”, 1 radionamiernik typu „MKTU-3” (P-472) i 1 kwarcowa heterodyna typu 528.
Na pomoście bojowym i w kabinie nawigacyjnej zamontowano przenośne punkty łączności radiowej „R-644” dla utrzymania  łączności dowódcy z zewnętrznymi korespondentami i radiotelegrafistą. Oprócz wymienionych stacji radiowych na okręcie przewidziano awaryjną stację radiową typu „R- 659” i desantową stację radiową typu „R-115”. Do powyższych urządzeń radiowych przewidziano następujące anteny: jednostronną antenę do nadajników krótkofalowych i odbiorników (w kształcie rosyjskiej litery G), bagnetową sztywną antenę o wysokości 6 m, dla nadajnika „R-644” i odbiorników, 2 wielozakresowe anteny o wysokości 6 m dla odbiorników, symetryczny wibrator dla odbiornika typu „R-609” i rzutkową antenę (awaryjna) o długości 15 m, przechowywaną w kabinie radiooperatora. 
Zamiast stacji hydrolokacyjnej „Tamir-9” zainstalowano doskonalszą typu „Tamir-10”, która mogła pracować jako echolokator (zasięg działania od 2,5 km do 5 – 8 km), a także jako szumonamiernik (do 18 km). Na ostatniej serii ścigaczy montowano stację hydrolokacyjną „Tamir-11”.

### Wyposażenie nawigacyjne i systemy okrętowe
Urządzenia nawigacyjne obejmowały dwa 127-mm kompasy magnetyczne z kociołkiem na okrągłym naktuzie. Jeden kompas ustawiony był na pomoście bojowym, jako kompas główny, a jeden w kabinie nawigacyjnej jako podróżny. Kompas łodziowy 75-mm ustawiony w przedziale sterowym, żyrokompas „Kurs-4”, a także log typu 1R-2 i echosonda NEŁ-3. Systemy okrętowe i ich rozlokowanie zostały takie same jak w projekcie 122a.